# طوب زجاجي

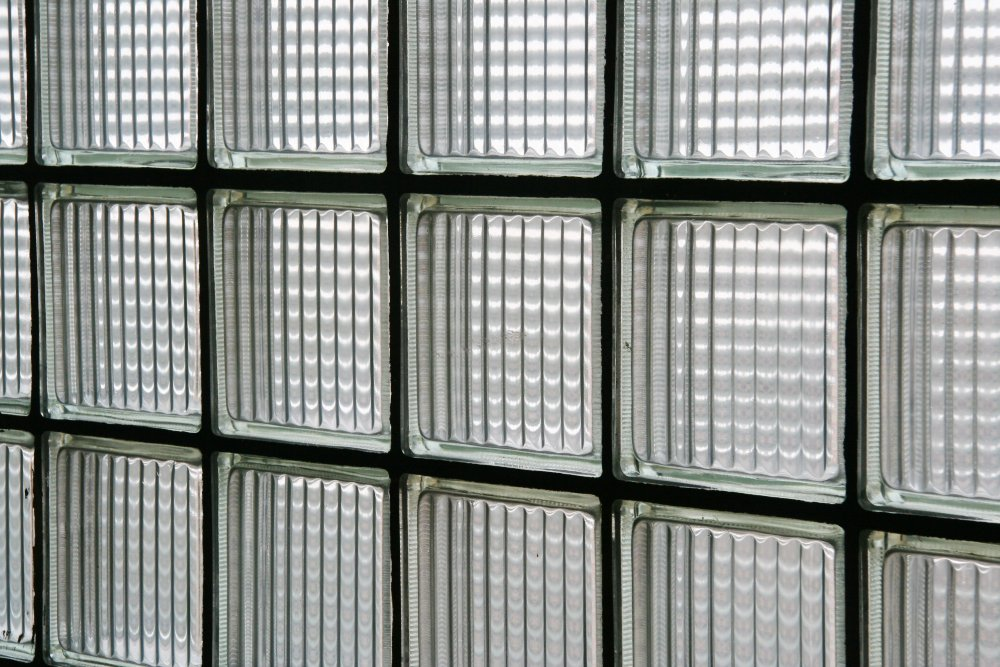
طوب زجاجي

الطوب الزجاجي هو قوالب زجاجية مزدوجة مفرغة مصممة بشكل فنى بارز أو غائر أو مستوية الشكل.

## وظيفة الطوب الزجاجى
- جمال في الشكل وخامة غير عادية المظهر وبساطة في الوضع والتصميم.
- يفضل استخدامه في المحال التجارية والمكاتب العمومية قواطعًا ينفذ منها الضوء مع أستقلال كل حجرة عن مثيلتها وتمشيه مع أثاث الغرف.
- يستعمل في المطاعم والمدارس لسهولة تنظيفه.
- مانع للماء والأتربة والهواء المشبع بدخان المصانع ومنفذ للضوء.

## كيفية عمل تشكيل الطوب الزجاجى
1. يصب الزجاج المصهور في القوالب المعدة لإنتاج الطوبة الزجاجية المفرغة والمكونة من جزئين ملتصقين عن طريق مفاصل في أحد الجوانب والجانب الآخر به مشبك للفتح والغلق عن طريق مفاصل.
2. يعرض القالب لضاغط الهواء مع الكبس مدة لا تزيد عن الثوانى المعدودة ثم يوضع القالب في فرن التبريد لإجراء عملية الكي بالنار واللحام للجزء المفرغ الناتج من عملية النفخ بالهواء.

## معرض صور

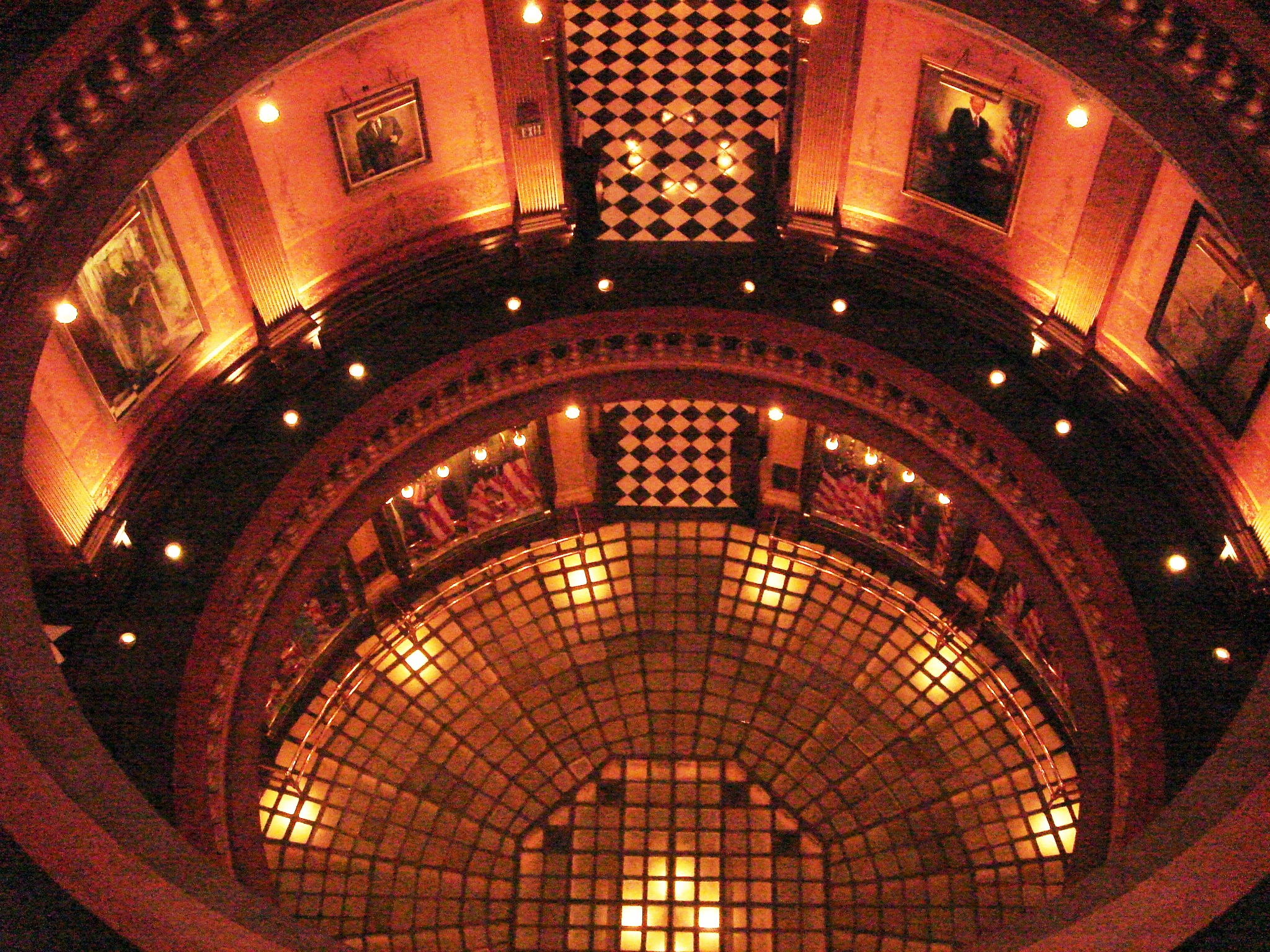
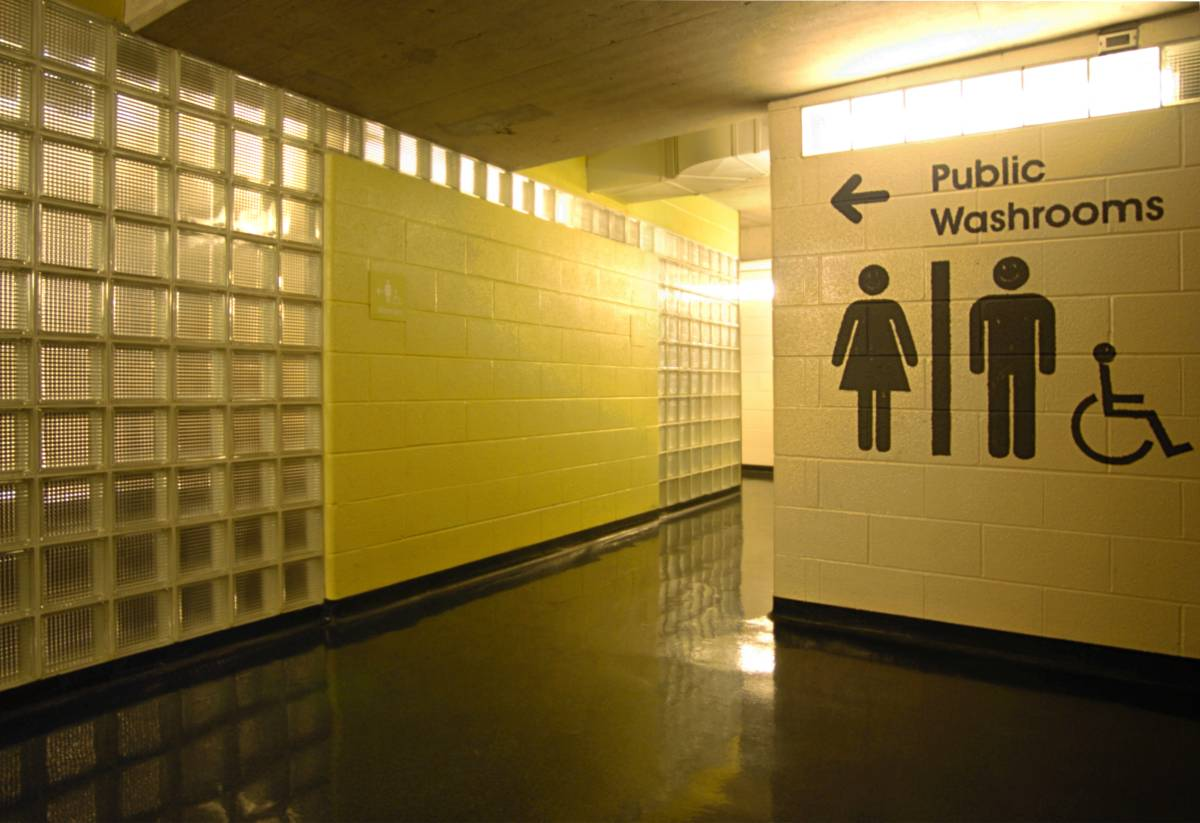
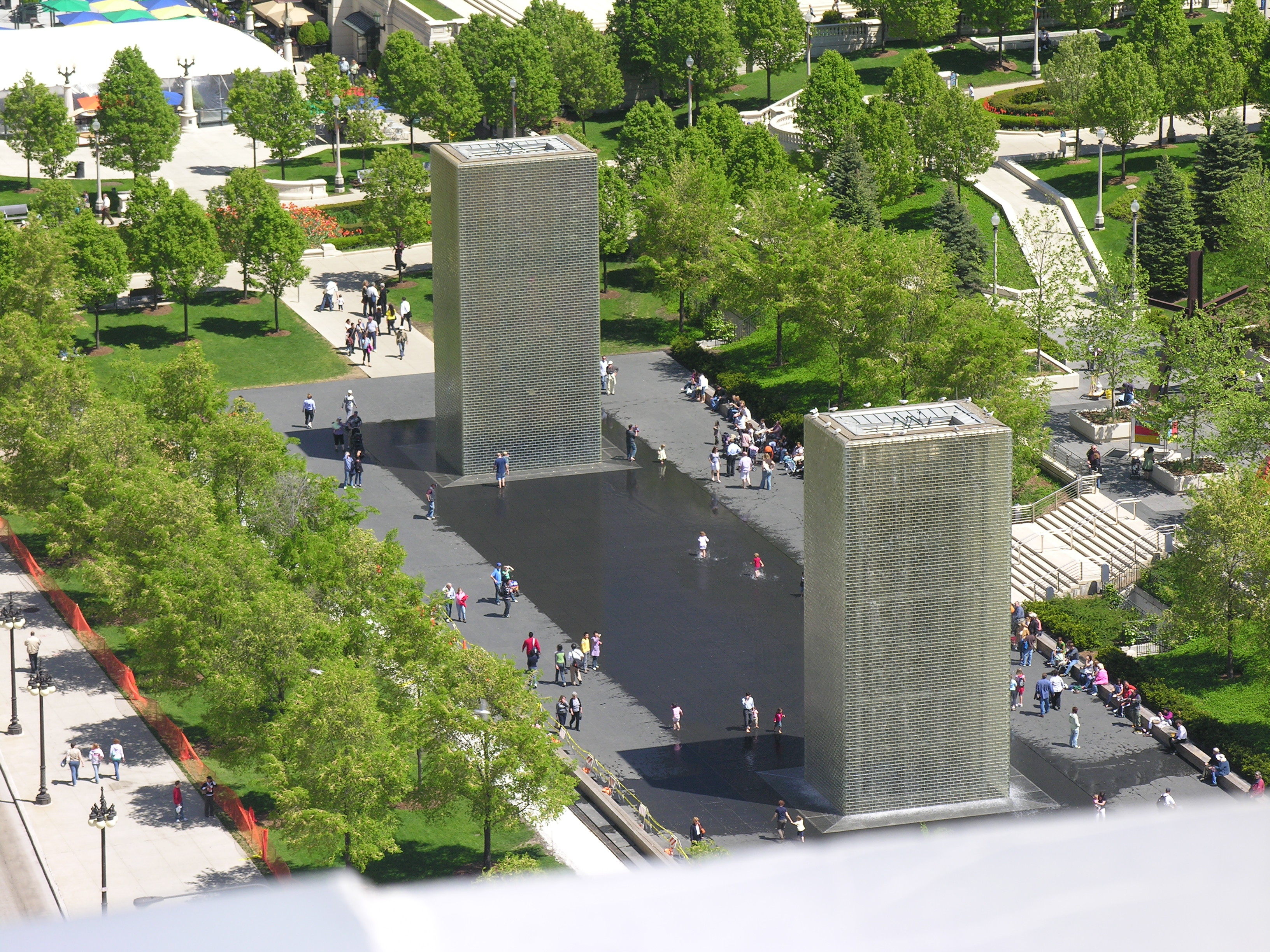
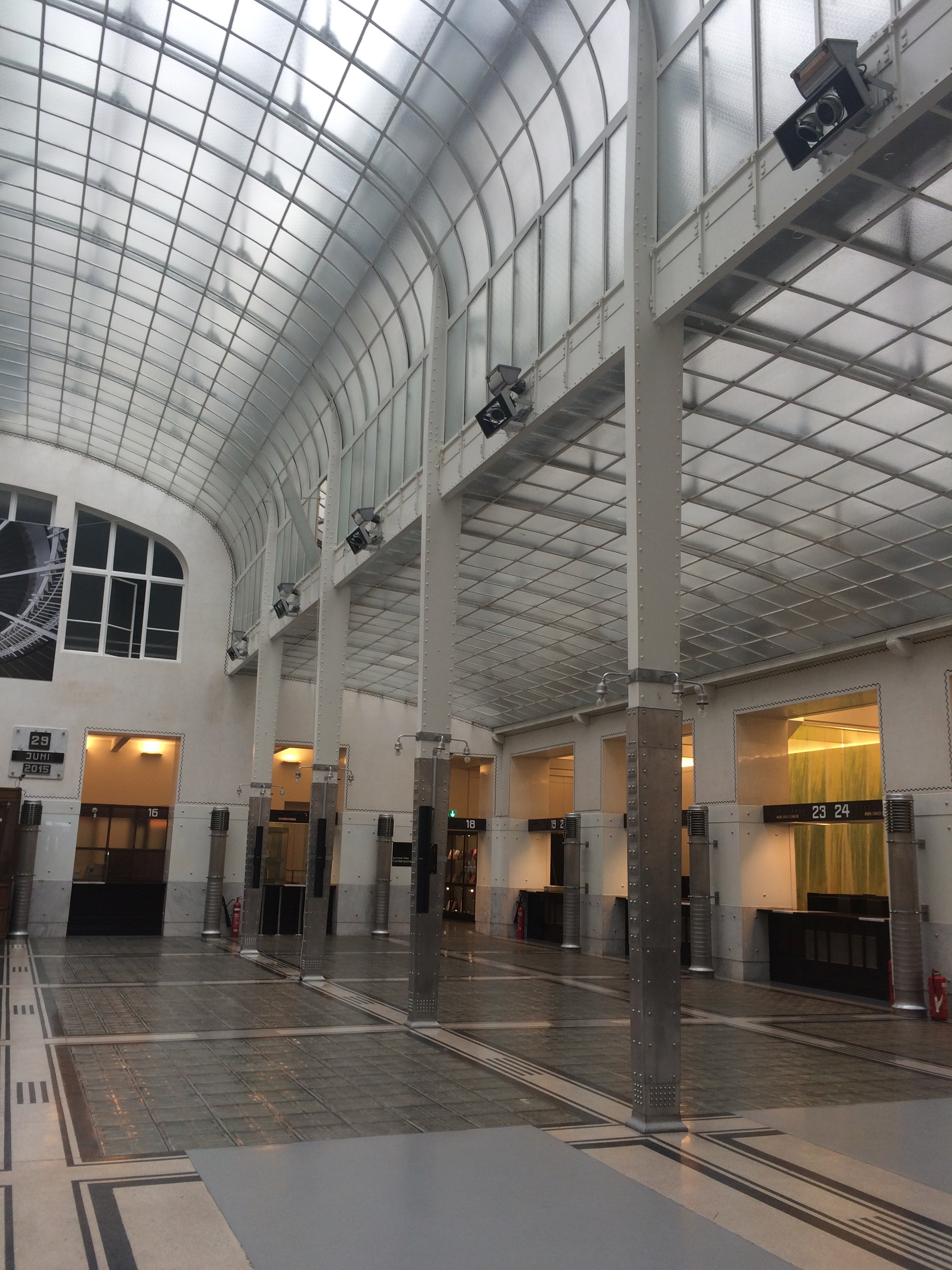
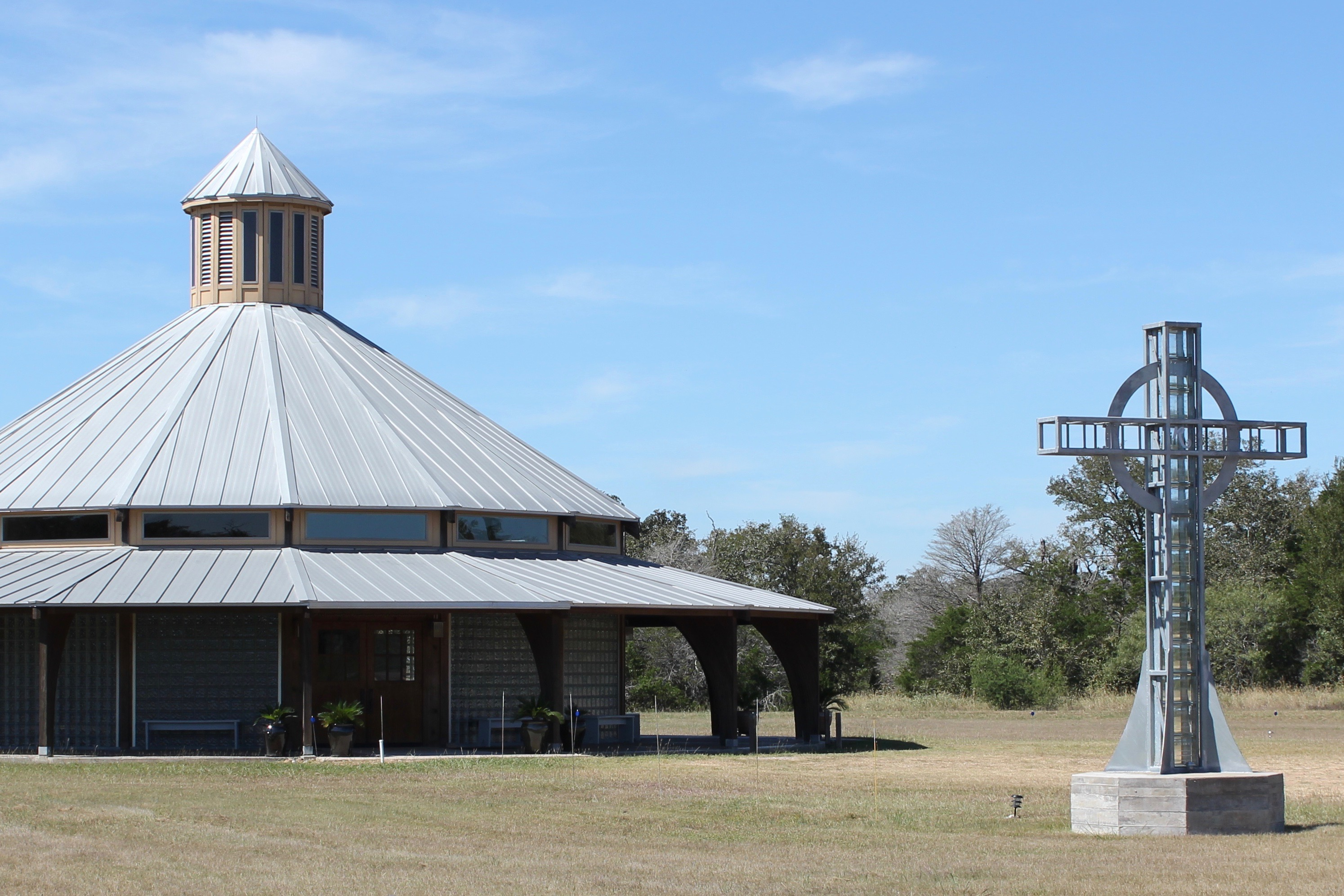
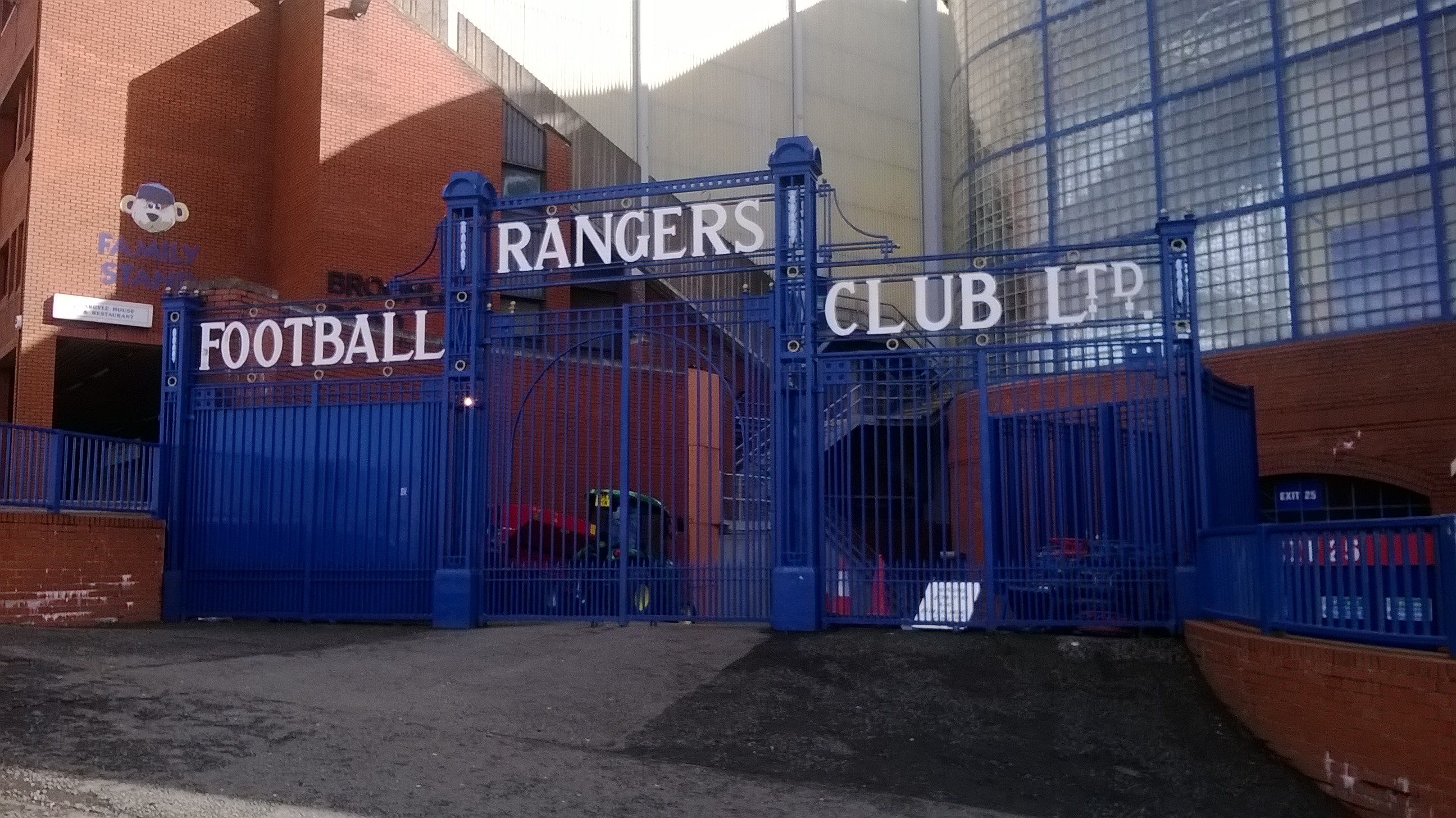

## المصدر
- كتاب تكنولوجيا فن الزجاج - تأليف د.محمد زينهم - إصدار الهيئة المصرية العامة للكتاب